# Псковська губернія
Пско́вська губе́рнія — адміністративна одиниця Російської імперії. Губернським містом був Псков. Існувала з 1772 по 1777 та з 1796 по 1927 рік, після чого увійшла до складу новоствореної Ленінградської області. Площа, станом на 1914 рік, становила 44211,2 км² (38846,5 квадратних верст). Населення, відповідно до даних перепису 1897 року — 1 122 317 чоловік. У 1900-х роках налічувалось 1 млн. 188 тис. жителів, причому на долю міського населення припадало тільки 86 тисяч чоловік, переважало селянство — понад 93 відсотки загальної кількості жителів.

## Історія

### У складі Російської (Московської) держави
1510 року Псковська республіка була приєднана московським князем Василем III до Московської держави. Відповідно до писарської книги 1585—1587 років, Псковська земля розділялась у цей час на 13 повітів. Раніше у складі Псковської землі перебував ще 14-й, Себезький повіт з містом Себеж, який 1579 року відійшов до Речі Посполитої. А також приблизно з 1576 до 1584 року до неї належали деякі території Шелонської п'ятини Новгородської землі: Порховський повіт з містом Порховом і Ляцький повіт, що складався з Ляцького погосту.
1708 року територія Псковської землі увійшла до складу Інгерманландської губернії, яку було перейменовано 1710 року на Санкт-Петербурзьку.
1719 року губернію було поділено на провінції, було утворено Псковську провінцію. Її повітовими містами були: Гдов, Ізборськ, Остров, Опочка, Псков, Холмський Посад, Заволоччя, Пусторжев і Кобильськ.

### У складі Російської імперії
1727 року з Санкт-Петербурзької губернії було виділено Новгородську губернію, яка складалась із 5 провінцій (Новгородської, Псковської, Великолуцької, Тверської та Бєлозерської).
1772 року, після першого розподілу Польщі, була створена Псковська губернія (центром губернії було місто Опочка). До неї увійшли 2 провінції Новгородської губернії (Псковська та Великолуцька) й нові — Двінська (Польська Ліфляндія) та Полоцька з земель колишнього Полоцького воєводства, а наприкінці того ж року приєднана з Могильовської губернії Вітебська провінція.
У другій половині 1776 року Псковську губернію було розділено на дві нові губернії — Полоцьку та Псковську. При цьому до останньої з центром у Пскові відійшли колишні Псковська та Великолуцька провінції, а з Новгородської губернії Порховський, Гдовський повіти, а також деякі погости Новгородського повіту.
1777 року замість губернії було створено Псковське намісництво у складі 10 повітів. 1781 Гдовський та Лузький повіти відійшли до Санкт-Петербурзької губернії, а ще за рік було утворено Печерський повіт.
1796 року намісництво було перетворено на Псковську губернію. На той момент губернія складалась із 6 повітів: Псковського, Великолуцького, Опочецького, Островського, Порховського та Торопецького. 1802 року з них було виділено ще два повіти: Холмський та Новоржевський.

### За радянської влади
У квітні 1918 року вісім північно-західних губерній — Петроградська, Новгородська, Псковська, Олонецька, Архангельська, Вологодська, Череповецька та Північнодвінська — були об'єднані в Союз комун Північної області, який вже 1919 року було ліквідовано. Також після Жовтневого перевороту Псковська губернія зазнала й низки територіальних змін, так 1920 року частина західних повітів відійшла до Естонії (Псковського) та Латвії (Псковського й Островського), а 1924 року з Вітебської губернії до Псковської були передані Велізький, Невельський та Себезький повіти. 1927 року Псковську губернію було ліквідовано і вона увійшла до складу Ленінградської області.

## Адміністративний поділ
| № з/п | Герб повітового міста | Назва                | Повітове місто           | Площа, верст² | Населення (1897), чол. |
| ----- | --------------------- | -------------------- | ------------------------ | ------------- | ---------------------- |
| 1     |                       | Великолукський повіт | Великі Луки (8 466 чел.) | 4 173,3       | 123 779                |
| 2     |                       | Новоржевський повіт  | Новоржев (2 838 чол.)    | 3 247,8       | 113 769                |
| 3     |                       | Опочеський повіт     | Опочка (5 735 чол.)      | 4 069,9       | 135 654                |
| 4     |                       | Порховський повіт    | Порхов (5 551 чол.)      | 6 045,9       | 175 853                |
| 5     |                       | Островський повіт    | Остров (6 268 чол.)      | 4 357,0       | 161 877                |
| 6     |                       | Псковський повіт     | Псков (30 478 чол.)      | 5 142,2       | 226 756                |
| 7     |                       | Торопецький повіт    | Торопець (7 368 чол.)    | 5 222,0       | 96 472                 |
| 8     |                       | Холмський повіт      | Холм (5 894 чол.)        | 5 713,2       | 88 157                 |

## Керівництво губернії

### Генерал-губернатори
| Ім'я             | Титул, чин, звання                                                                             | Час перебування на посаді |
| ---------------- | ---------------------------------------------------------------------------------------------- | ------------------------- |
| Захар Чернишов   | граф, генерал-аншеф, генерал-губернатор обох білоруських губерній: Могильовської та Псковської | 1772—1777                 |
| Яків Сіверс      | генерал-поручик (був на посаді намісника Псковського)                                          | 1777—1781                 |
| Микола Репнін    | князь, генерал-аншеф                                                                           | 1782—1792                 |
| Йосип Ігельстрем | генерал-аншеф                                                                                  | 1792—1793                 |
| Григорій Осипов  | генерал-поручик                                                                                | 1793—1795                 |

### Військові губернатори
| Ім'я              | Титул, чин, звання | Час перебування на посаді |
| ----------------- | --- | ------------------------- |
| Михайло Філософов | генерал від інфантерії | 1797—1798                 |
| Іван Розенберг    | генерал від інфантерії | 1798—1799                 |
| Іван Гіка         | князь, генерал від інфантерії | 1799—1800                 |
| Філіп Паулуччі    | маркіз, генерал від інфантерії, генерал-ад'ютант (був на посаді Ризького військового генерал-губернатора й керував Псковською губернією з часів приєднання до Остзейських губерній Указом від 06.08.1823 до остаточного відокремлення 31.12.1829) | 1823—1829                 |

### Губернатори
| Ім'я                | Титул, чин, звання | Час перебування на посаді |
| ------------------- | ------------------ | ------------------------- |
| Михайло Кречєтніков | генерал-майор      | 1772—1775                 |
| Олексій Наришкін    | камергер           | 1775—1776                 |
| Христофор Нолькен   | бригадир           | 1776—1777                 |

### Правителі намісництва
| Ім'я           | Титул, чин, звання       | Час перебування на посаді |
| -------------- | ------------------------ | ------------------------- |
| Павло Мансуров | генерал-поручик          | 1778—1781                 |
| Олексій Кожин  | дійсний статський радник | 1781—1785                 |
| Іван Піль      | генерал-поручик          | 1785—1788                 |
| Харитон Зуєв   | дійсний статський радник | 1788—27.01.1797           |

### Губернатори
| Ім'я                               | Титул, чин, звання                                                                               | Час перебування на посаді |
| ---------------------------------- | ------------------------------------------------------------------------------------------------ | ------------------------- |
| Іван Молчанов                      | дійсний статський радник                                                                         | 29.01.1797—23.03.1797     |
| Іларіон Алексєєв                   | дійсний статський радник                                                                         | 23.03.1797—05.09.1798     |
| Олексій Беклешов                   | таємний радник                                                                                   | 05.09.1798—26.12.1800     |
| Яків Ламздорф                      | таємний радник                                                                                   | 26.12.1800—1807           |
| Микола Лоба                        | дійсний статський радник                                                                         | 1807—1811                 |
| Петро Шаховськой                   | князь, таємний радник                                                                            | 1811—1816                 |
| Борис Адеркас                      | дійсний статський радник                                                                         | 12.12.1816—12.09.1826     |
| Андрій Квітка                      | дійсний статський радник                                                                         | 12.09.1826—04.01.1830     |
| Олексій Пещуров                    | дійсний статський радник                                                                         | 28.01.1830—29.11.1839     |
| Федір Бартоломей                   | генерал-майор                                                                                    | 09.12.1839—28.02.1845     |
| Олексій Черкасов                   | дійсний статський радник                                                                         | 28.02.1845—06.09.1856     |
| Валерій Муравйов                   | дійсний статський радник                                                                         | 30.11.1856—19.02.1864     |
| Костянтин Пален                    | граф, статський радник, (затверджений із наданням звання дійсного статського радника 01.01.1865) | 26.02.1864—01.01.1867     |
| Борис Обухов                       | у званні камергера, дійсний статський радник                                                     | 20.01.1867—30.03.1868     |
| Михайло Каханов                    | дійсний статський радник                                                                         | 17.04.1868—01.04.1872     |
| Михайло Прутченко                  | у званні камергера, дійсний статський радник                                                     | 09.06.1872—13.01.1886     |
| Олександр Ікскуль фон Гільденбандт | таємний радник                                                                                   | 30.01.1886—02.03.1888     |
| Костянтин Пашенко                  | таємний радник                                                                                   | 31.03.1888—07.06.1900     |
| Борис Васильчиков                  | князь, на посаді шталмейстера, дійсний статський радник                                          | 07.06.1900—13.06.1903     |
| Олександр Адлерберг                | граф, дійсний статський радник                                                                   | 13.06.1903—24.01.1911     |
| Микола Медем                       | барон, дійсний статський радник                                                                  | 24.01.1911—12.1915        |
| Аркадій Келеповський               | дійсний статський радник                                                                         | 1915—1916                 |

### Губернські керівники дворянства
| Ім'я                      | Титул, чин, звання                                               | Час перебування на посаді |
| ------------------------- | ---------------------------------------------------------------- | ------------------------- |
| Іларіон Голеніщев-Кутузов | генерал-поручик                                                  | 1779—1781                 |
| Данило Креніцин           | підполковник                                                     | 1781—1784                 |
| Матвій Чихачов            | дійсний статський радник                                         | 1784—1794                 |
| Петро Ганнібал            | генерал-майор                                                    | 1794—1796                 |
| Ларіон Мяхкой             | надвірний радник                                                 | 1796—1799                 |
| Матвій Рокотов            | статський радник                                                 | 1799—1802                 |
| Михайло Брилкін           | колезький радник                                                 | 1802—1808                 |
| Степан Вохін              | колезький радник                                                 | 1808—1809                 |
| Микола Великопольський    | полковник                                                        | 1809—1810                 |
| Михайло Бороздін          | генерал-лейтенант                                                | 1810—1811                 |
| Клементій Расіхін         | дійсний статський радник                                         | 1811—1812                 |
| карл Штакельберг          | титулярний радник                                                | 1812—1813                 |
| Микола Карамишев          | генерал-майор                                                    | 1814—1823                 |
| Олексій Львов             | полковник                                                        | 1823—1826                 |
| Олексій Васильчиков       | дійсний камергер                                                 | 1826—1829                 |
| Олексій Пещуров           | статський радник                                                 | 1829—1830                 |
| Дмитро Базюкін            | капітан ІІ рангу                                                 | 1830—1831                 |
| Микола Васильчиков        | генерал-майор                                                    | 1831—1832                 |
| Микола Яхонтов            | камергер, статський радник                                       | 1832—1835                 |
| Микола Крекшин            | колезький радник                                                 | 1835—1841                 |
| Микола Беклешов           | таємний радник                                                   | 1841—11.1859              |
| Михайло Грушецкий         | гвардії капітан                                                  | 29.11.1859—1862           |
| Микола Волков             | колезький радник (дійсний статський радник)                      | 1862—1865                 |
| Олександр Фітінгоф-Шель   | барон, дійсний статський радник                                  | 1865—1877                 |
| Олександр Зарін           | таємний радник                                                   | 1877—04.1893              |
| Модест Карамишев          | дійсний статський радник                                         | 11.04.1893—03.03.1895     |
| Микола Новосильцов        | відставний гвардії полковник, на посаді єгермейстера, гофмейстер | 03.03.1895—1904           |
| Володимир Філософов       | статський радник                                                 | 20.04.1904—1907           |
| Михайло Скворцов          | генерал-майор                                                    | 18.02.1907—1910           |
| Микола Лавриновський      | гофмейстер                                                       | 13.02.1910—1913           |
| Сергій Зубчанінов         | титулярний радник (дійсний статський радник)                     | 1913—1917                 |

### Віце-губернатори
| Ім'я                  | Титул, чин, звання                                      | Час перебування на посаді |
| --------------------- | ------------------------------------------------------- | ------------------------- |
| Олексій Голохвастов   | бригадир                                                | 1777—1782                 |
| Харитон Зуєв          | статський радник                                        | 1782—1786                 |
| Михайло Брилкін       | статський радник                                        | 1786—1793                 |
| Єгор Дєдєнєв          | статський радник                                        | 1793—1795                 |
| Микола Беклешов       | статський радник                                        | 1795—05.09.1798           |
| Петро Венгерський     | статський радник                                        | 05.09.1798—21.06.1800     |
| Михайло Бібіков       | статський радник                                        | 21.06.1800—1805           |
| Степан Бакєєв         | капітан-командор                                        | 1805—1807                 |
| Самуїл Фігнер         | статський радник                                        | 1807—1809                 |
| Христофор Ренненкампф | статський радник                                        | 1811—1817                 |
| Павло Соков           | колезький радник                                        | 1817—1820                 |
| Михайло Баранов       | колезький радник                                        | 1820—1823                 |
| Федір Татарінов       | колезький радник                                        | 26.12.1823—11.07.1826     |
| Григорій Дубецький    | колезький радник                                        | 11.07.1826—30.11.1828     |
| Іван Лаубе            | статський радник                                        | 30.11.1828—03.08.1830     |
| Олексій Дєдєнєв       | колезький радник                                        | 06.10.1830—19.02.1837     |
| Іван Афендік          | дійсний статський радник                                | 19.02.1837—01.01.1838     |
| Кожевніков            | колезький радник                                        | 01.02.1838—05.01.1839     |
| Микола Васьков        | статський радник                                        | 04.03.1839—05.07.1843     |
| Іполит Потулов        | дійсний статський радник                                | 05.07.1843—03.03.1856     |
| Олександр Оголін      | статський радник                                        | 03.03.1856—26.07.1857     |
| Лев Перовський        | статський радник                                        | 26.07.1857—02.08.1859     |
| Микола Родзянко       | дійсний статський радник                                | 02.08.1859—31.03.1867     |
| Костянтин Бендон      | дійсний статський радник                                | 12.05.1867—20.05.1870     |
| Олександр Жемчужников | дійсний статський радник                                | 20.05.1870—01.01.1873     |
| Олександр Урусов      | князь, колезький радник                                 | 16.02.1873—12.04.1874     |
| Леонід Теляковський   | статський радник (дійсний статський радник)             | 29.05.1874—01.01.1890     |
| Микола Брянчанінов    | дійсний статський радник                                | 01.01.1890—16.02.1893     |
| Олександр Адлерберг   | у званні камергера, колезький радник (статський радник) | 18.02.1893—03.01.1898     |
| Олексій Хвостов       | колезький радник (статський радник)                     | 16.01.1898—06.03.1900     |
| Костянтин Пален       | граф, церемоніймейстер                                  | 06.03.1900—30.05.1902     |
| Сергій Андреєвський   | статський радник                                        | 30.05.1902—30.12.1902     |
| Микола Медем          | барон, колезький радник (дійсний статський радник)      | 04.01.1903—24.01.1911     |
| Володимир Крейтон     | статський радник (дійсний статський радник)             | 24.01.1911—1914           |
| Сергій Оболенський    | князь, полковник                                        | 1914—1916                 |
| Василь Арсеньєв       | надвірний радник                                        | 1916—1917                 |

## Населення

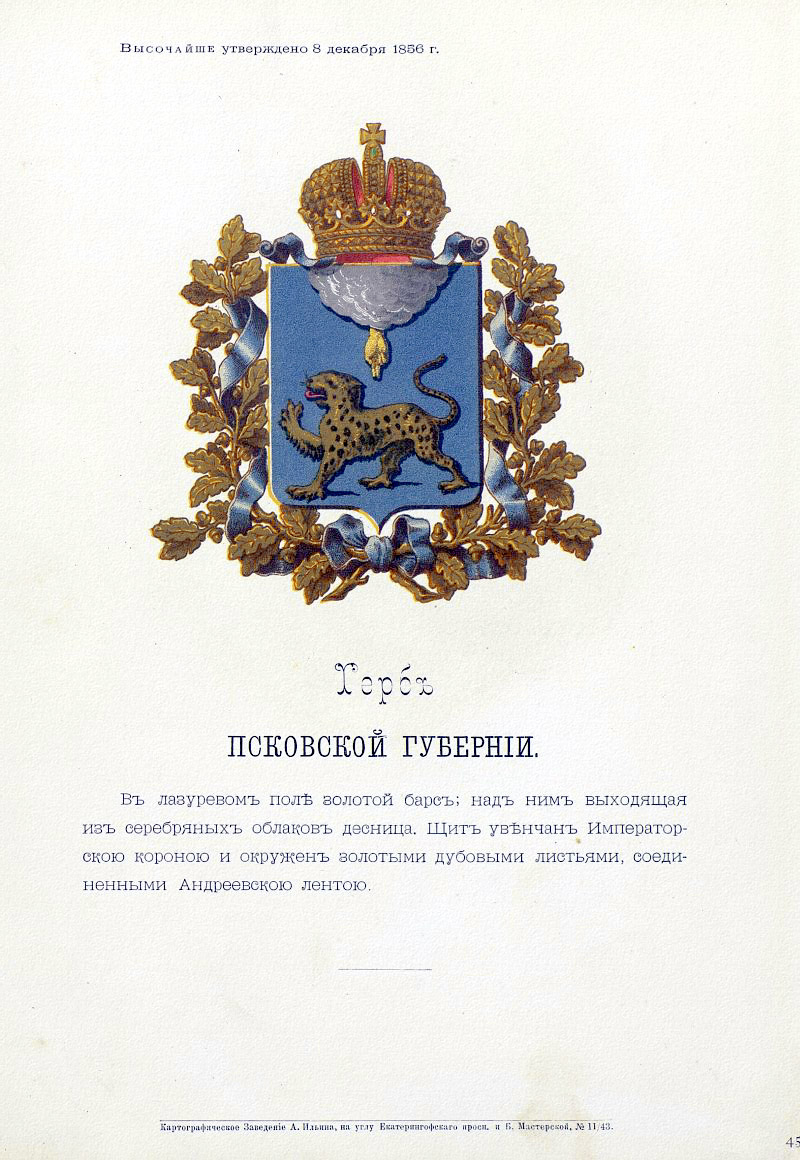
Герб губернії з офіційним описом, затверджений Олександром II (1856)

Національний склад у 1897 році:
| Повіт             | росіяни | естонці | латиші | євреї | фіни  |
| ----------------- | ------- | ------- | ------ | ----- | ----- |
| Губернія в цілому | 94,7 %  | 2,3 %   | …      | …     | …     |
| Великолукський    | 96,7 %  | …       | …      | …     | …     |
| Новоржевський     | 97,9 %  | …       | …      | …     | …     |
| Опочецький        | 98,5 %  | …       | …      | …     | …     |
| Островський       | 96,5 %  | …       | 1,8 %  | …     | …     |
| Порховський       | 97,8 %  | …       | …      | …     | …     |
| Псковський        | 87,5 %  | 7,8 %   | 1,7 %  | …     | …     |
| Торопецький       | 92,7 %  | 3,0 %   | 1,4 %  | 1,7 % | …     |
| Холмський         | 93,4 %  | 2,5 %   | 1,1 %  | …     | 1,1 % |

## Символіка
Як герб губернії офіційно був затверджений герб Пскова зразка 1781 року, однак також використовувався герб, розроблений за зразком символів інших губерній — увінчаний Імператорською короною та оточений вінцем, перевитим Андріївською стрічкою. (Цей герб не був офіційно прийнятий до 8 грудня 1856 року). З 1857 до 1917 використовувався герб з короною.

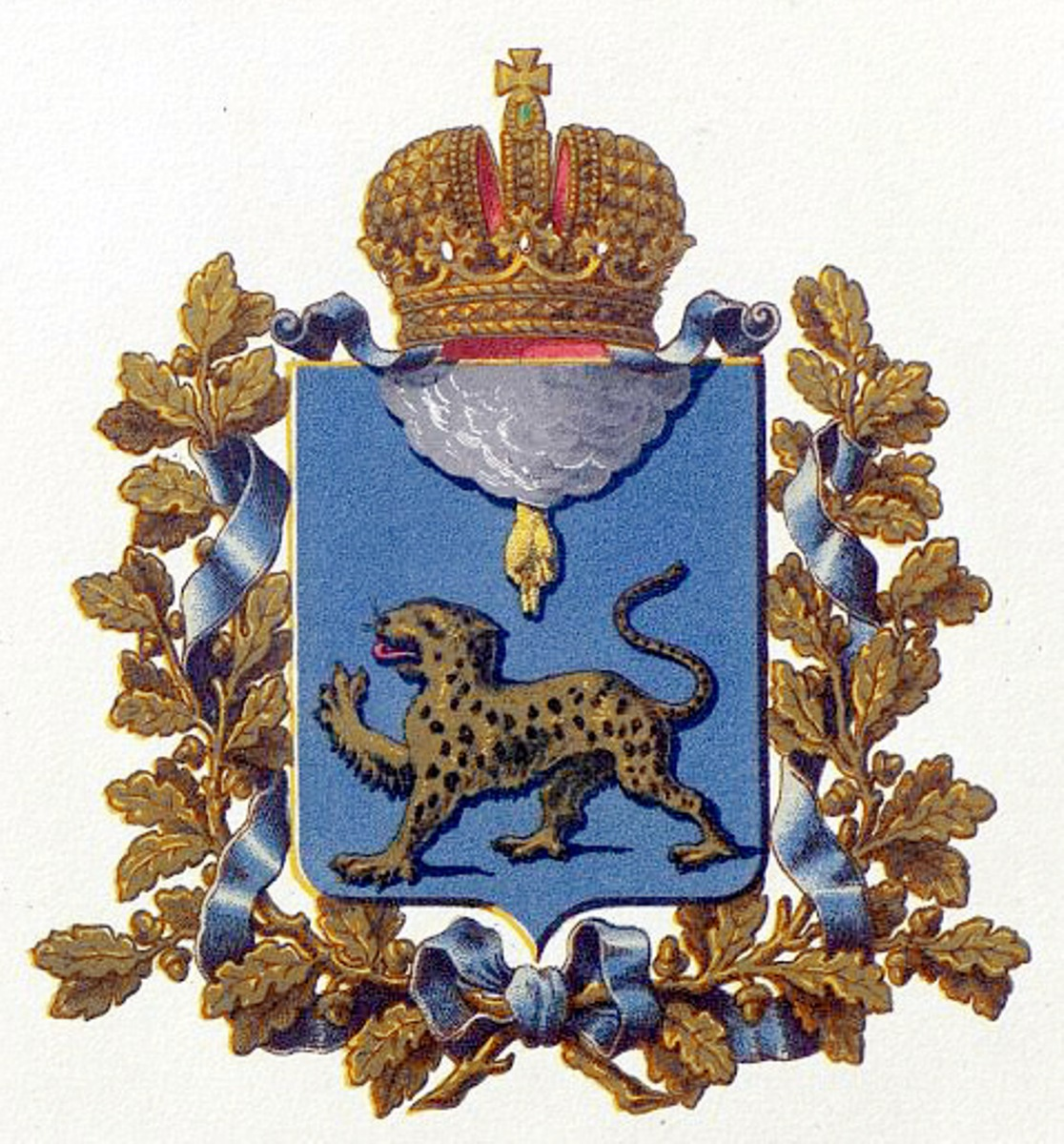
Герб губернії (вид. МВС, 1880)
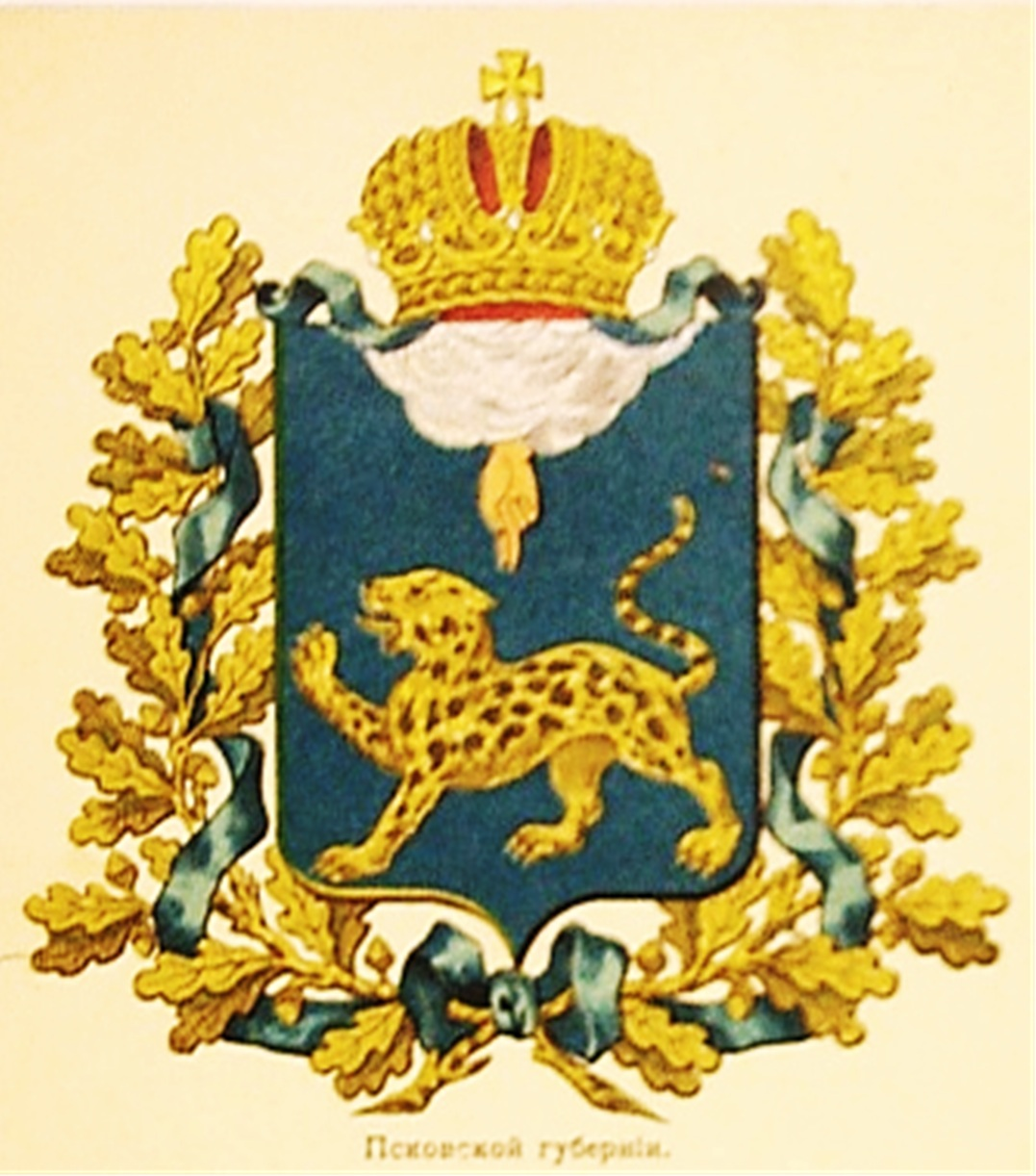
Герб губернії (вид. Сукачова, 1878)
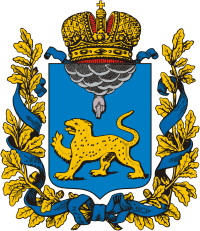
Сучасне зображення герба (2000-ні)